# Barão Vermelho
Barão Vermelho, en español Barón Rojo, es una banda de rock brasileño fundada en el año 1981, en la ciudad de Río de Janeiro. Junto con  Os Paralamas do Sucesso, Legião Urbana y Titãs, están considerados como una de las banda brasileñas más influyentes fundadas en los año 1980.

## Historia

### El Comienzo (1981-1982)
La historia de la banda surge cuando, después de ver un espectáculo de la banda inglesa Queen en Morumbi, en São Paulo, el deseo formar una banda de rock surgió cuando Guto Goffi (Flávio Augusto Goffi Marquesini), en batería y Maurício Barros (Maurício Carvalho de Barros), en teclados, ambos de 19 y 17 años, respectivamente, se juntaban para ensayar. 
En octubre de 1981, los dos estudiantes del Colegio de la Inmaculada Concepción de Río de Janeiro, Guto y Mauricio, estuvieron de acuerdo y sugirieron que la banda sería utilizar el nombre en clave del aviador alemán Manfred von Richthofen, el principal enemigo de los Aliados en la Primera Guerra Mundial: Barón Rojo. 
Días más tarde, al dúo se les unió Dé (André Palmeira Cunha), en bajo y Frejat (Roberto Frejat), en guitarra . Las pruebas siempre ocurrieron en la casa de los padres de Mauricio y cuando la banda aún no tenía vocalista, a través de un amigo de la escuela, Guto logra ponerse en contacto con un vocalista llamado Leo Guanabara (que llegó a ser conocido como Léo Jaime). Sin embargo, su tono de voz era considerado demasiado suave para la banda de rock, por lo que sus miembros no estaban de acuerdo. 
Léo Jaime no se molestó con ellos, porque ya era parte de tres bandas (entre ellos John Penca y Su Miquinhos domesticados)  y recomendó a un amigo suyo llamado Agenor Miranda Araújo Neto, posteriormente conocido como Cazuza. 

### Barão Vermelho y Barão Vermelho 2 (1982-1984)
En septiembre de 1982, la banda lanzó al mercado su primer trabajo discográfico homónimo. La producción fue completamente independiente y sus canciones más importantes, sobresalen: «Bilhetinho Azul», «Ponto Fraco» e «Down Em Mim». Después de un par de shows en Río de Janeiro y São Paulo, la banda volvió al estudio y grabaron durante un mes entero su segundo LP, Barão Vermelho 2, editado en el año 1983.

### Consagración en Rock in Rio (1984-1985)
Aunque las canciones del quinteto podían ser prometedoras, las radios se negaban a pasar su música. Solo después de que el reconocido cantante, Ney Matogrosso grabó «Pro Dia Nascer Feliz», las radios comienzan a pasar la versión original de la banda.  
En este mismo año, Caetano Veloso reconoce a Cazuza como un gran poeta e incluyó la canción «Todo amor que houver nessa vida» en su repertorio. La banda comenzó a tener más protagonismo y el impacto fue tan grande que se les invitó a componer la banda sonora de la película Bete Balanço, de Lael Rodrigues, en 1984 y su sonido se ha extendido por todo Brasil.
Aprovechando el impulso, Barão Vermelho lanzó su tercer álbum, Maior Abandonado en 1984 , llegando a vender más de 100. 000 copias en tan solo seis meses.
En ese mismo año , el grupo tocó con la Orquesta Sinfónica Brasileña  y en 1985 fueron invitados a abrir los conciertos de Rock in Río, el más grande festival de rock de todo Brasil. Después de tanto éxito, se consolidó la carrera de la banda. 

### Alejamiento de Cazuza (1985)

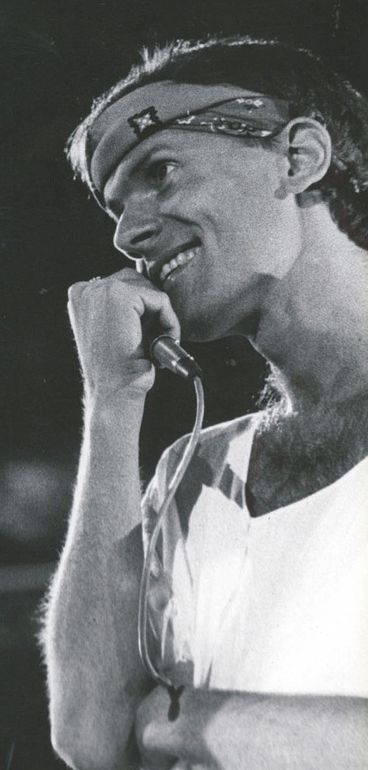
Cazuza lideró la banda entre 1981 a 1985.

Cazuza ya había expresado su deseo de dejar la banda y comenzar su carrera como solista y fue apoyado por el guitarrista Frejat, siempre que, por esto, él no dejó la banda. La salida de Cazuza, sin embargo, fue anunciado por primera vez al público al final de un espectáculo y se turbó, causando una ruptura en la fuerte amistad que unía a Cazuza y Frejat y solo llegaron a reconciliarse años después. 
Con la salida Cazuza, Frejat tomaría el rol de vocalista y la banda lazarían su canción, titulada «Torre de Babel».

### Vuelta al éxito (1985-2001)
En 1986, lanzaron su cuarto álbum, titulado Declare Guerra y aunque las composiciones cuentan con la ayuda de grandes nombres como Renato Russo y Arnaldo Antunes, el álbum no tuvo demasiada difusión. La banda, sintiéndose abandonada, firmó un contrato con Warner Music y en 1987, se lanzó el álbum Rock'n Geral, que contó con la participación más activa de otros miembros en las composiciones. 
Aunque el disco recibió buenas críticas, no vendió más de 15. 000 ejemplares. En el mismo año, Maurício dejó la banda y se unió el guitarrista Fernando Magalhães y percusionista Peninha.
Solo tres de los miembros originales, la banda lanzó en 1988 , disco de Carnaval, la mezcla de música heavy metal, rock y letras románticas.
El álbum explotó en la radio debido a la canción «Pense e Dance», la novela Vale Tudo, de Gilberto Braga y fue un éxito absoluto, garantizando a  Barão Vermelho, la oportunidad de abrir la gira de Rod Stewart en Brasil. 
El año siguiente, 1989, todavía en la popularidad, el grupo lanzó el séptimo disco en vivo, grabado en Sao Paulo y en ese mismo año, bajo la etiqueta de Som Livre, lanzó el recopilatorio Los mejores momentos de Cazuza y Barão Vermelho, que incluye varios éxitos como «Pro dia nascer feliz», «Bete Balanço» y muchos otros. Este álbum tiene todavía varias rarezas como la canción «Eclipse Oculto» (inédito) y «Eu queria ter uma bomba», una canción que solo se encuentra en la novela de la pista nacional de A gata comeu, que apareció en 1985.
En 1990, después de los desacuerdos constantes, el bajista Dé Palmeira dejó la banda, sustituido por Dadi Carvalho, exmiembro de la Novos Baianos y A Cor do Som. Al mismo tiempo, Maurício Barros regresa a los teclados en la banda. También ese año, el grupo muestra su lado más acústico. Es en este disco que la canción es «O Poeta está Vivo»; una alusión a Cazuza, que murió unos meses después de las complicaciones causadas por el virus del Sida. 
Entre 1991 y 1992, el grupo recibe el Premio de Sharp al mejor grupo de rock. El bajista Dadi fue reemplazado por Rodrigo Santos.
En 2001, después de presentar en el Rock in Rio 3 por un mundo mejor, los miembros decidieron tomar una "pausa" en la banda, con el fin de desarrollar proyectos personales.

### Regreso (2004 - 2007)

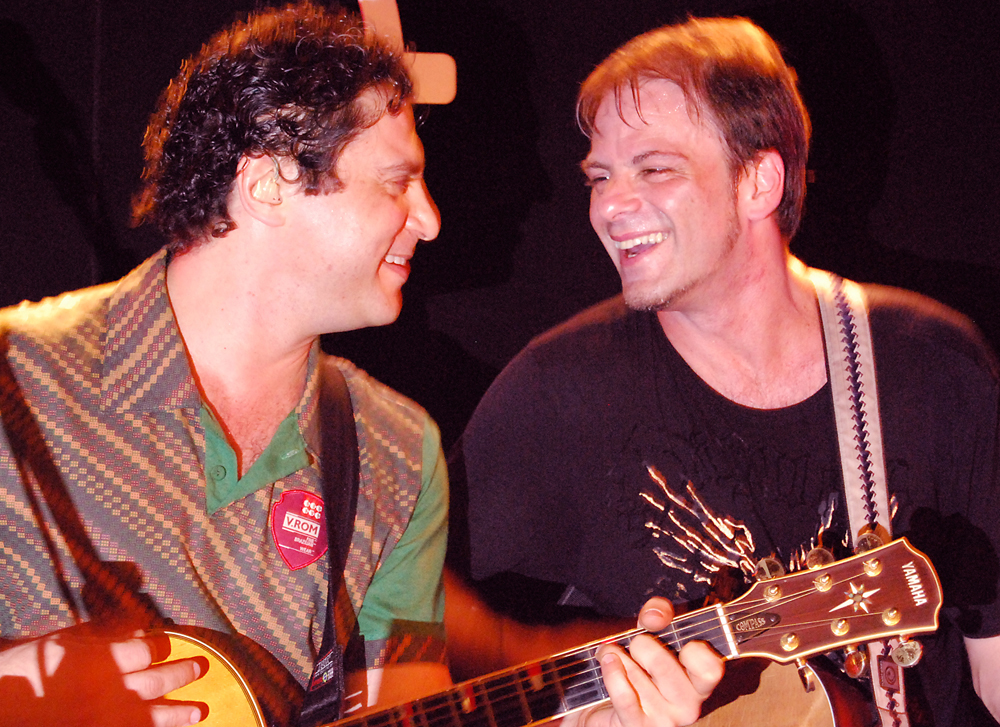
Roberto Frejat y Rodrigo Santos (2008).

En 2004, la banda se reunió y lanzó un álbum homónimo con el inicio de su carrera, puro rock and roll, incluyendo "hits" como «Cuidado» e «A Chave da Porta da Frente». 
En agosto de 2005, la banda grabó su primer DVD y fue grabado en Circo Voador, bajo el nombre de MTV ao vivo - Barão Vermelho. El material tuvo cierto éxito con la canción inédita  «O Nosso Mundo» y la versión de «Codinome Beija-Flor», con la inclusión de la voz Cazuza en una pantalla durante el concierto. El álbum fue un éxito y consiguió otro disco de oro a la banda.
Después de una gira de dos años, el 12 de enero de 2007, la banda toca su último show en Río de Janeiro, antes de un nuevo párate en su carrera. Sus miembros comenzaron a dedicarse a proyectos en solitario. Antes de la segunda parada, la banda publicó un libro sobre su carrera y el DVD con el espectáculo histórico en el Rock in Rio de 1985.

### Treinta aniversario y nueva gira (2012-2013)
En 2012, Frejat y Rodrigo Santos confirmaron a través de entrevistas y en redes sociales, la segunda vuelta banda después de cinco años de inactividad.
La reunión fue una celebración por 30 años de carrera del grupo y el lanzamiento del primer álbum, con la participación especial del bajista Dé, fundador del grupo. Además de las celebraciones, el relanzamiento de su álbum debut de 1982, fue re mezclado y remasterizado, con bonus tracks, rarezas y una canción inédita , un nuevo espectáculo en colaboración con MTV Brasil, la emisión en directo dirigir la playa Arpoador en Río de Janeiro, un documental que cuenta la historia del grupo, y una gira por seis meses. Después de estos acontecimientos, la banda entró en receso de nuevo, a partir de marzo de 2013, sin retorno esperado.

### Muerte de Peninha (2016)
Tres años después de la última reunión, el 19 de septiembre de 2016, el percusionista Peninha falleció de una hemorragia estomacal. El músico estaba internado en el Hospital da Lagoa, zona sur de Río de Janeiro desde el inicio del mes con problemas digestivos.

### Regreso sin Frejat (2017-presente)
El 17 de enero de 2017, la banda anunció regreso oficial a los escenarios en conmemoración a los 35 años de carrera, pero, sin la participación de Roberto Frejat. En su lugar, entra el cantante y guitarrista Rodrigo Nogueira, también conocido como Rodrigo Suricato, líder de la banda Suricato, revelada en Talent Show Superstar, de Rede Globo, en 2014. Frejat también declaró que actualmente no tiene intereses profesionales con el grupo y que pretendía reunirse con la banda cuando completase 40 años de existencia en 2021, mas eso no estaba en los planes de los otros integrantes, que decidieron volver a los escenarios con el nuevo vocalista. La banda también lanzará un documental planeado en 2013, intitulado Porque A Gente É Assim, dirigido por la cineasta Mini Kerti. El largometraje cierra el ciclo de Frejat en el grupo. En noviembre de 2017, el bajista y actual vocalista, Rodrigo Santos, deja la banda para dedicarse exclusivamente a sus proyectos personales. Para las giras, el grupo contrató a Márcio Alencar como bajista de apoyo, a veces, dicho instrumento sería asumido por Fernando Magalhães o Maurício Barros, aunque este último, también asume las guitarras en algunas canciones.

## Discografía

### Álbumes de estudio

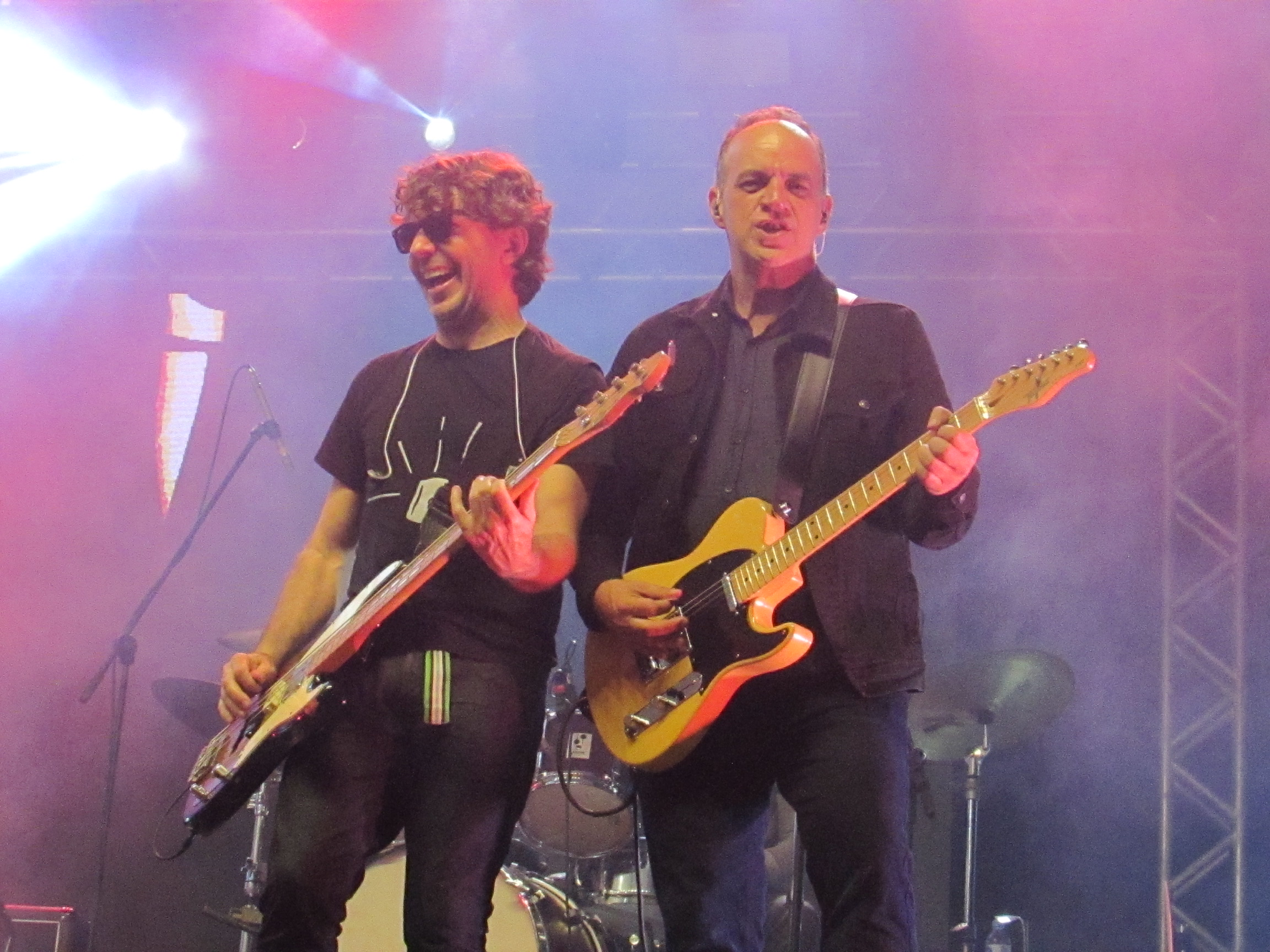
Barão Vermelho (2022)

- Barão Vermelho (1982)
- Barão Vermelho 2 (1983)
- Maior Abandonado (1984)
- Declare Guerra (1986)
- Rock'n Geral (1987)
- Carnaval (1988)
- Na Calada da Noite (1990)
- Supermercados da Vida (1992)
- Carne Crua (1994)
- Álbum (1996)
- Puro Êxtase (1998)
- Barão Vermelho (2004)

### Compilaciones
- Melhores Momentos: Cazuza & Barão Vermelho (1989)
- Pedra, Flor e Espinho (2002)

### Álbumes en vivo
- Barão ao vivo  (1989)
- Acústico MTV (1991)
- Barão Vermelho ao Vivo (1992)
- Balada MTV - Barão Vermelho (1999)
- MTV ao vivo - Barão Vermelho (2005)
- Rock in Rio 1985 (2007)

### DVD’s oficiales
- Balada MTV (1999)
- MTV On Vivo (2005)
- Box MTV Barão Vermelho (caixa com 3 DVDs) (2006)
- Rock in Rio 1985 (2007)

## Miembros

### Miembros originales (1981 - 1985)
- Cazuza -(1981-1985) Voz principal
- Roberto Frejat - Guitarras y coros
- Maurício Barros - Teclados y coros
- Dé Palmeira - Bajo y coros
- Guto Goffi - Batería y percusión

### Miembros actuales
- Rodrigo Suricato - Voz principal y guitarras (desde 2017)
- Fernando Magalhães - Guitarras y coros (desde 1989; entre 1986 y 1989 participaba en los discos y tours)
- Maurício Barros - Teclados y coros (1981-1987; desde 1991), ocasionalmente voz (desde 2017)
- Márcio Alencar - Bajo y coros (desde 2017)
- Guto Goffi - Batería (desde 1981) y percusión (1981-1989, desde 2013)

### Antiguos miembros
- Cazuza - Voz principal (1981-1985; participó en los cuatro primeros discos; murió en 1990, víctima del virus HIV)
- Dé Palmeira - Bajo y coros (1981-1989; participó en los ocho primeros discos, una participación especial es en el show del 30 aniversario)
- Sergio Serra — Guitarras - Participó de varios shows del grupo (Circo Voador, Morro da Urca) y aparicionees televisivas (Raul Gil, Flavio Cavalcante), además de tener participación de la grabación de "Manhã Sem Sono" (Barão Vermelho 2) y aparecería con Frejat en la canción "Tua Canção" del álbum Na Calada Da Noite. (1981-1982)
- Dadi Carvalho - Bajo (1989-1992; participó en el noveno disco)
- Peninha - Percusión (1989-2013; participó en los últimos diez discos (entre 1986 y 1989, al grabar los discos 7 y 8 solo participaba sin ser miembro oficial); murió el 19 de septiembre de 2016, por hemorragia digestiva, a los 66 años, en el Hospital da Lagoa, zona sur de Río de Janeiro)
- Roberto Frejat - Guitarras y voz (de apoyo: 1981-1985, principal: 1985-2017) (1981-2017; presente en toda la discografía del grupo)
- Rodrigo Santos - Bajo y voz (de apoyo, en ocasiones, voz principal (2017)) (1992-2017; participó en los últimos ocho discos, y en "Brasil", regrabación original de una canción de Cazuza)